# Igoeti
Igoeti (gruz. იგოეთი) – wieś w Gruzji, w regionie Wewnętrzna Kartlia. W 2014 roku liczyła 559 mieszkańców.